# Golsinda corallina
Golsinda corallina là một loài bọ cánh cứng trong họ Cerambycidae.